# Zamost Brodski
Zamost Brodski je naselje na Hrvaškem, ki upravno spada pod mesto Delnice v Primorsko-goranski županiji.